# Automobiles Gérard
Automobiles Gérard war ein französischer Hersteller von Automobilen.

## Unternehmensgeschichte
Das Unternehmen aus Clichy begann 1927 mit der Produktion von Automobilen. Der Markenname lautete Gérard. Im gleichen Jahr endete die Produktion bereits wieder.

## Fahrzeuge
Im Angebot stand nur ein Modell. Es war mit einem Vierzylindermotor von S.C.A.P. mit SV-Ventilsteuerung und 1481 cm³ Hubraum ausgestattet. Das Getriebe verfügte über vier Gänge.